# John Moubray
John Moubray, britanski general, * 1898, † 1951.